# Fara Filiorum Petri
Fara Filiorum Petri község (comune) Olaszország Abruzzo régiójában, Chieti megyében.

## Fekvése
A megye északnyugati részén fekszik. Határai: Bucchianico, Casacanditella, Pretoro, Rapino, Roccamontepiano és San Martino sulla Marrucina.

## Története
Első írásos említése a 11. századból származik, amikor a Monte Cassinó-i apátság birtoka volt. A következő századokban nemesi birtok volt. Önállóságát a 19. század elején nyerte el, amikor a Nápolyi Királyságban felszámolták a feudalizmust.

## Népessége
A népesség számának alakulása:

## Főbb látnivalói
- Santissimo Salvatore-templom